# Історія Перу

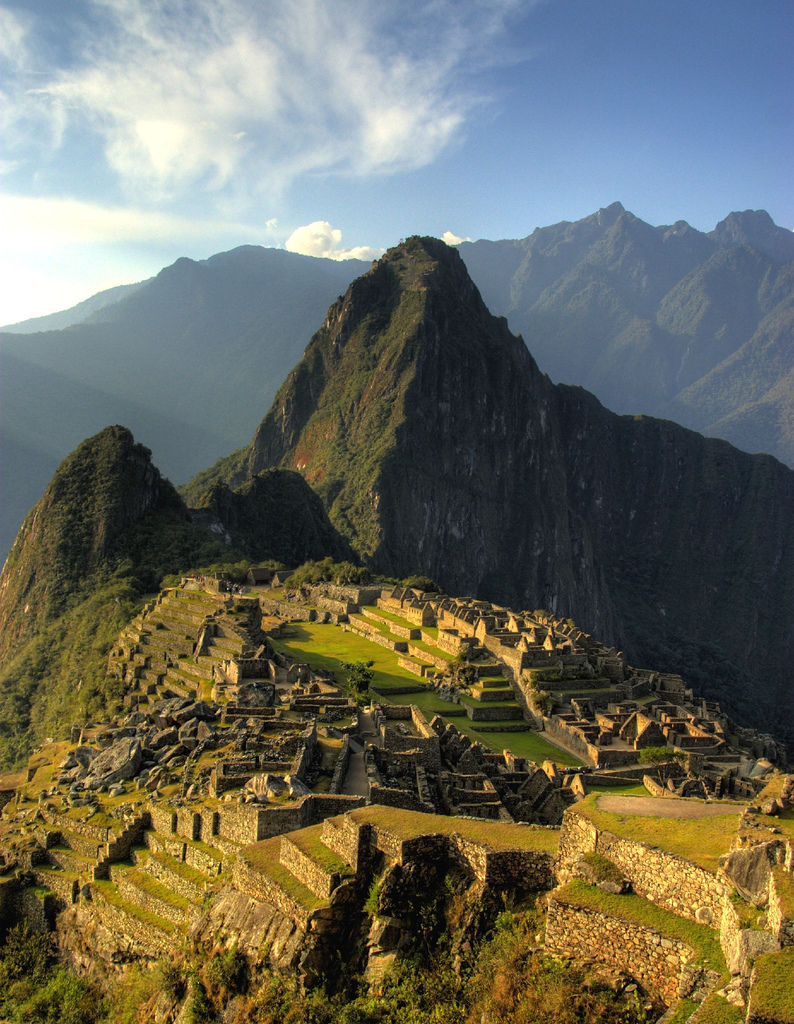
Мачу-Пікчу — місто інків

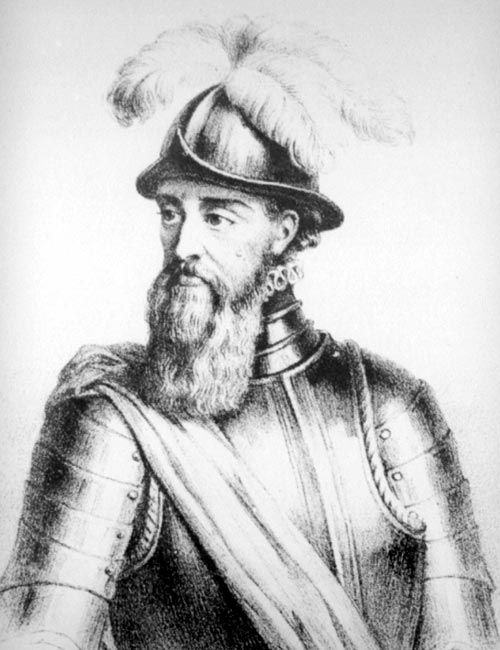
Франсиско Пісарро

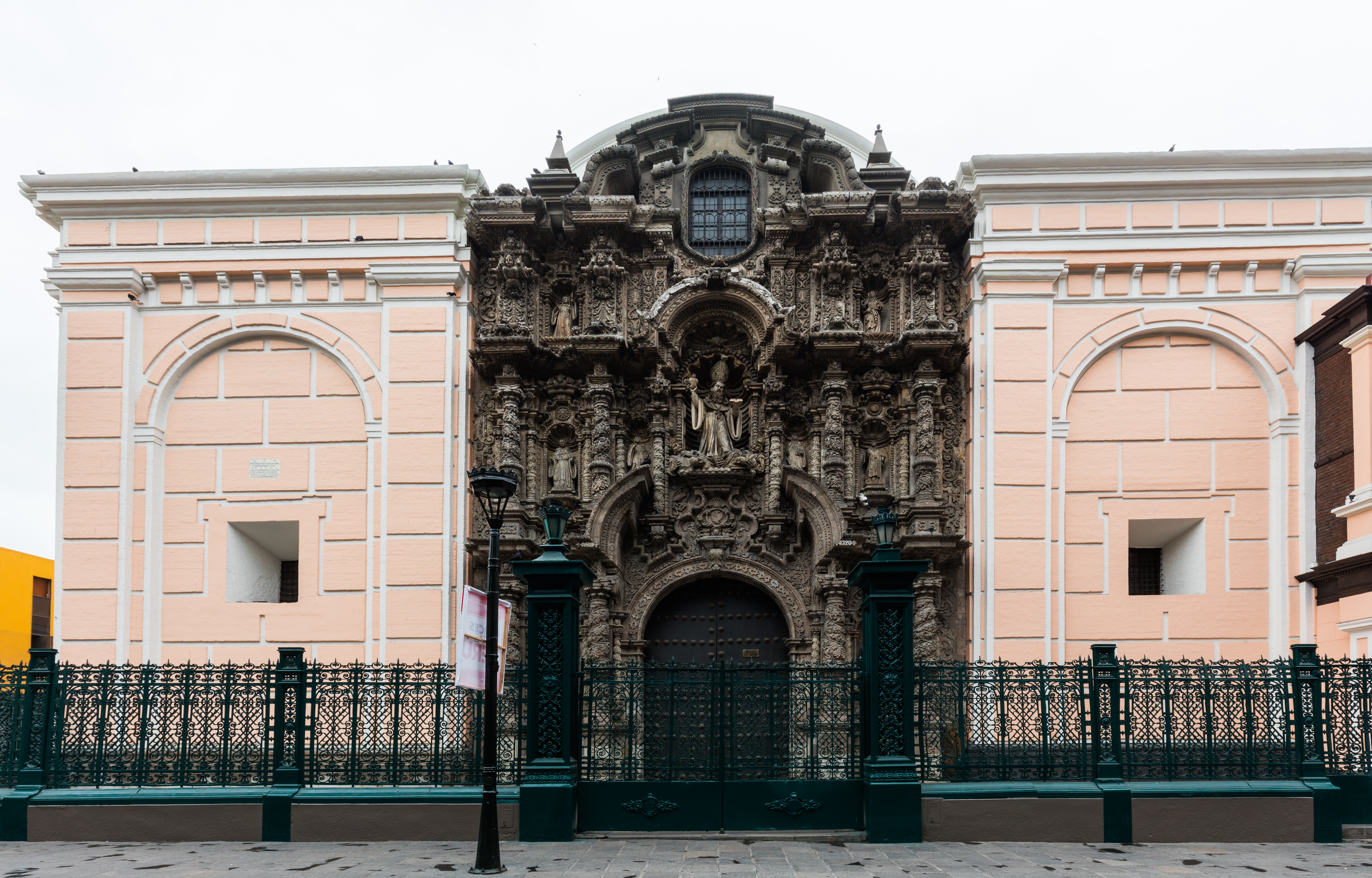
Церква Святого Августина у Лімі, зразок колоніальної архітектури

## Історичний нарис
Першими жителями Перу були кочові мисливці-збирачі, що мешкали в печерах прибережних районів. Найдревніша стоянка первісних людей — печера Пікімачай, яка датується 12000 рр. до н. е. Бавовну, квасолю, гарбуз, пекучий перець саджали вже в 4000 рр. до н. е. В 2024 році у Перу знайшли церемоніальний храм віком 5 тис. років, який розташований у районі долини ріки Занья на північному заході країни та є частиною археологічного комплексу Лос-Паредонес-де-ла-Отра-Банда-Лас-Анімас. Пізніші культури, наприклад, Чавін, винайшли плетіння, розвинули сільське господарство, створили релігію. Близько 300 р. до н. е. чавіни несподівано зникли, але протягом подальших тисячоліть розвивалися інші культури, включаючи Салінар, Наска, Паракас і Уарі. До 15 століття н. е. в усьому районі панувала Інкська Імперія, розповсюджуючи свій вплив на Колумбію і Чилі.
Між 1526 і 1528 роками іспанський конкістадор Франсіско Пісарро досліджував узбережжя Перу. Його приваблювало багатство Інкської Імперії, він повернувся до Іспанії, щоб отримати економічну підтримку і людей для подальшого вивчення країни. І він повернувся в Кахамарку на півночі Перу, де полонив і стратив інкського імператора Атауальпу в 1533 році. Пісарро заснував місто Ліму в 1535 році, а через 6 років був убитий. Повстання останнього інкського імператора Манко Інки завершилося його стратою в 1572.
Подальші 200 років були мирними, і Ліма стала важливим політичним, соціальним, комерційним центром для андських народів. Але експлуатація індіанців колоніальними господарями привела до повстання в 1780, розпочатому інком Тупак Амару II. Заколот був коротким і закінчився тим, що всіх учасників було схоплено і страчено. Перу продовжувало бути лояльним до Іспанії до 1824 року, поки в країну не прийшли два визволителі: венесуелець Сімон Болівар і аргентинець Хосе де Сан Мартін. У 1866 році Перу перемогло в короткій війні з Іспанією, але програло битву з Чилі в «Війні Тихого океану» (1879—1883 р.), що завершилася втратою Тихоокеанського узбережжя і багатих селітряних копалень у північній пустелі Атакама. Перу також воювало з Еквадором у 1941 році через спірні кордони. За «Угодою Ріо-де-Жанейро 1942 року» Перу отримало район північніше від річки Мароньйон, але це не сподобалося Еквадору.
Повстання бандитів у 1965 році завершилося крахом, але ряд страйків разом з нападами маоістського угрупування «Сяючий шлях» привели до політичної нестійкості в 1980-х роках. Ще одне угрупування, «Революційний рух Тупак Амару» (РРТА), висунулося в цей же час. З 1990 року, після перемоги на президентських виборах Альберто Фухіморі над перуанським письменником Маріо Варгасом Льйосою, а також після арешту натхненників РРТА і лідерів «Сяючого Шляху» в 1992 році, перуанці сподіваються на довгий період миру.
Найбільша загроза стабільності в країні — безробіття і убогість, незважаючи на економіку, що швидко розвивається. Фухіморі залишився на другий термін у квітні 1995 року, перемігши колишнього Генерального секретаря ООН Хав'єра Переса де Куельяра. У 1998 році було підписано угоду з Еквадором, що мирно вирішила 57-річну проблему про кордон і створила підставу для збільшення іноземного фінансування в обох країнах. У листопаді 1999 року Перу і Чилі домовилися про свій кордон, а саме про важливий торговельний район Аріке.
На виборах в квітні 2000 року Алехандро Толедо, андський індіанць з бідної сім'ї, а згодом економіст Світового Банку, бився з двічі обраним Президентом Альберто Фухіморі. Всього за один тиждень до виборів Толедо подав офіційного листа до Національного виборчого комітету про те, що вибори корумповані, привертаючи увагу Організації Американських Держав до процесу. Вона оголосила, що Національному виборчому комітету потрібно більше часу, щоб розібратися в недоліках виборчого процесу. Толедо попросив своїх прихильників написати «Ні Обману» на бюлетенях, а сам зняв свою кандидатуру.
Фухіморі став переможцем у цих скандальних виборах. Але він пішов у відставку під час свого третього терміну в листопаді і втік до Японії після того, як був звинувачений главою Комітету національної безпеки Владіміро Монтесіносом у порушеннях прав людини і корупції.

## Імперія інків

Давня фортеця Саксайуаман, Куско, Перу.30.12.2006

Імперія інків існувала досить короткий час — з 1438 року до 1533. У 1533 році останній правитель інків Атауальпа був задушений іспанцями.

## Незалежність (1821—1824)

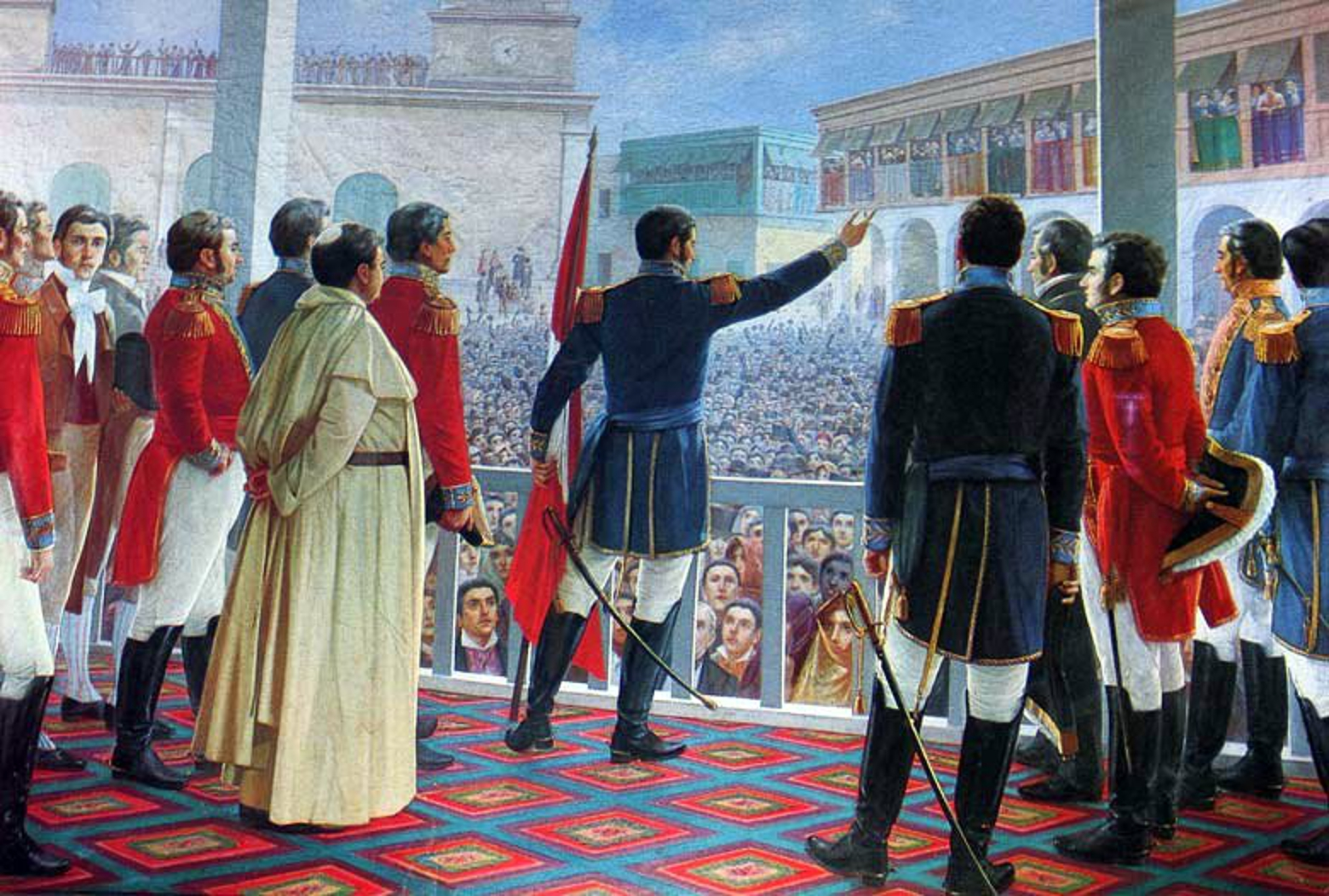
Хосе де Сан-Мартін проголошує незалежність Перу

28 липня 1821 — Перу офіційно оголосив про свою незалежність від Іспанії. Незалежність від Іспанії здобуто 1824 року.

## 20 століття
Прикордонні суперечки:
- з Болівією — 1902;
- з Колумбією — 1927;
- з Еквадором — 1942, 1981.

При владі в Перу були військові і цивільні уряди поперемінно з 1948 р. В 1960-х і 1970-х роках національні уряди провели земельну реформу і націоналізували нафтовидобувну галузь промисловості. Ці кроки привели до створення значного торгового дефіциту і виникненню внутрішнього та зовнішнього боргів.
Цивільний уряд відновлений 1980 року.
З 1990 р. — президент Альберто Фухіморі. 1992 року він при підтримці армії розпустив половину головних судів і призупинив дію уряду (зрікся влади 2000 року).